# アロンドラ・ガルシア
アロンドラ・サラヒ・ガルシア・ロメリ（スペイン語: Alondra Sarahi García Lomelí、1995年7月5日 - ）は、メキシコのプロボクサー。第4代IBF女子ジュニアフライ級王者。

## 来歴
2012年9月28日、グアダラハラにてLivier de la Cruz Munoz戦でプロデビューし判定勝利。
2013年11月14日、デビュー9連勝で日本の後楽園ホールにて柴田直子とのIBF女子世界ジュニアフライ級王座決定戦に挑むが、0-3の判定でプロ初黒星を喫し王座獲得ならず。
2014年8月9日、ビクトリア・アルゲッタが持つIBF女子世界ミニフライ級王座に挑戦するが、1-2判定で敗れまたしても王座獲得ならず。
2015年12月18日、グアダラハラにてKarla MoraとのWBC女子インターナショナルフライ級王座決定戦に臨み、3-0判定でプロ初タイトル獲得。
2016年6月4日、モンセラット・アラルコンとのWBC女子世界ライトフライ級ユース王座決定戦に臨み、2-0判定でユース王座獲得。
2016年11月26日、アルゼンチンにてサブリナ・マリベル・ペレスとのWBO女子世界バンタム級王座決定戦に臨むが、0-3判定で敗れまたしても世界王座獲得ならず。
2017年3月4日、グアダラハラにて柴田直子が持つIBF女子世界ライトフライ級王座に挑戦し。試合は3-0（96-94、98-92、97-93）の判定で雪辱を果たし初の世界王座奪取に成功。
2018年3月10日、グアダルーペ・ラミレスと対戦し、3-0判定で勝利。しかし、タイトルはかけられず、試合後に防衛期限を過ぎていたため剥奪された。
2019年3月9日、ジェシカ・ネリ・プラタが持つWBA女子世界ライトフライ級暫定王座に挑戦するが、0-3判定で敗れ王座獲得ならず。
2022年5月21日、Araceli Palacios Figueroaに3-0判定で勝利。
2022年10月29日、セゴレーヌ・ルフェーブルが持つWBO女子世界スーパーバンタム級王座に挑戦を予定していたが、王者が手を負傷したため中止。
2023年7月1日、Graciela Cortes Aguilarに3-0判定で勝利。

## 獲得タイトル
- WBC女子インターナショナルフライ級王座
- WBC女子世界ライトフライ級ユース王座
- 第4代 IBF女子世界ジュニアフライ級王座（防衛0）